# Matityahou Shelem
Matityahou Shelem (מתיתיהו שלם) est un compositeur, poète de langue hébreu, agriculteur et berger.
Né en 1904, il est mort en 1975. Il a immigration en Israël en 1923.
Dans son livre Le Berger hébreu, édité en 1957, Matityahou Shelem écrit : « Il n'existerait pas aujourd'hui de berger hébreu, sans un idéal préexistant. »
Shalem immigre en Israël lors de la 3e Aliyah, comme réalisation pratique de son idéal, et s'installe au kibboutz Beït-Alfa, où il devient berger sur les flancs du mont Guilboa. En 1941, il passe au kibboutz Ramat-Yohanan.
Il combine les activités de berger, de musicien et de poète, tout en retrouvant ses racines juives laïques.
Shalem compose des poèmes à thème pastoral, et nombre de ses chants populaires sont adaptés en danses folkloriques. C'est son activité de berger qui est la source principale de son inspiration.